# Guerra de Pontiac
A Guerra de Pontiac (também conhecida como Conspiração de Pontiac ou Rebelião de Pontiac) foi lançada em 1763 por uma confederação de nativos americanos que estavam insatisfeitos com o domínio britânico na região dos Grandes Lagos após a Guerra Franco-Indígena (1754-1763). Guerreiros de várias nações uniram-se num esforço para expulsar os soldados e colonos britânicos da região. A guerra leva o nome do líder Odawa Pontiac, o mais proeminente de muitos líderes indígenas no conflito.
A guerra começou em maio de 1763, quando os nativos americanos, alarmados com as políticas impostas pelo general britânico Jeffrey Amherst, atacaram vários fortes e assentamentos britânicos. Nove fortes foram destruídos e centenas de colonos foram mortos ou capturados, com muitos mais fugindo da região.  As hostilidades chegaram ao fim depois que as expedições do Exército Britânico em 1764 levaram a negociações de paz nos dois anos seguintes. Os nativos não conseguiram afastar os britânicos, mas a revolta levou o governo britânico a modificar as políticas que provocaram o conflito.
A guerra na fronteira norte-americana foi brutal; o assassinato de prisioneiros, os ataques a civis e outras atrocidades foram generalizados.  Num incidente que se tornou bem conhecido e frequentemente debatido, os oficiais britânicos em Fort Pitt tentaram infectar os índios sitiantes com cobertores que tinham sido expostos à varíola.  A crueldade do conflito foi um reflexo de uma crescente divisão racial entre os povos indígenas e os colonos britânicos.  O governo britânico procurou prevenir mais violência racial emitindo a Proclamação Real de 1763, que criou uma fronteira entre colonos e nativos. 

## Etimologia
O conflito leva o nome de seu participante mais conhecido, o líder Odawa chamado Pontiac. Um dos primeiros nomes para a guerra foi "Guerra Kiyasuta e Pontiac", sendo "Kiyasuta" uma grafia alternativa para Guyasuta, um influente líder Sêneca / Mingo.   A guerra tornou-se amplamente conhecida como "Conspiração de Pontiac" após a publicação em 1851 de The Conspiracy of Pontiac, de Francis Parkman.  O livro de Parkman foi o relato definitivo da guerra durante quase um século e ainda está sendo publicado.  
No século 20, alguns historiadores argumentaram que Parkman exagerou a extensão da influência de Pontiac no conflito, por isso era enganoso dar o nome dele à guerra.  Francis Jennings (1988) escreveu que "Pontiac era apenas um chefe de guerra local de Ottawa em uma 'resistência' envolvendo muitas tribos."  Foram propostos títulos alternativos para a guerra, como "Guerra de Pontiac pela Independência dos Indígenas",  "Guerra Defensiva dos Índios Ocidentais"  e "A Guerra Ameríndia de 1763".  Os historiadores geralmente continuam a usar "Guerra de Pontiac" ou "Rebelião de Pontiac", com alguns estudiosos do século 21 argumentando que a importância de Pontiac foi subestimada pelos historiadores do século XX.  

## Origens
Vocês se consideram senhores deste país, porque o tomaram dos franceses, que, você sabe, não tinham direito a ele, pois é propriedade de nós, índios.

Nimwha, Diplomata Shawnee, para George Croghan, 1768
Nas décadas anteriores à Guerra de Pontiac, a França e a Grã-Bretanha participaram de uma série de guerras na Europa que envolveram as Guerras Franco-Indígenas na América do Norte. A maior dessas guerras foi a Guerra Mundial dos Sete Anos, na qual a França perdeu a Nova França na América do Norte para a Grã-Bretanha. A maioria dos combates no teatro de guerra norte-americano, geralmente chamada de Guerra Franco-Indígena nos Estados Unidos, ou Guerra da Conquista (francês: Guerre de la Conquête) no Canadá francês, chegou ao fim depois que o general britânico Jeffrey Amherst capturou Montreal francesa em 1760. 
As tropas britânicas ocuparam fortes na região do País de Ohio e dos Grandes Lagos, anteriormente guarnecidas pelos franceses. Mesmo antes de a guerra terminar oficialmente com o Tratado de Paris (1763), a Coroa Britânica começou a implementar mudanças políticas para administrar o seu vasto território americano expandido. Os franceses há muito cultivavam alianças entre governos indígenas, mas a abordagem britânica do pós-guerra tratava essencialmente as nações indígenas como povos conquistados.  Em pouco tempo, os nativos americanos ficaram insatisfeitos com a ocupação britânica.

### Tribos envolvidas

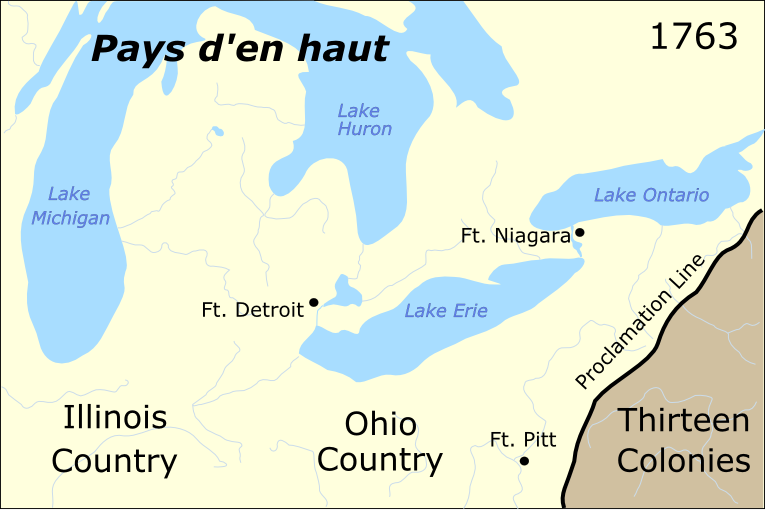
A principal área de ação na Rebelião de Pontiac

Os povos indígenas envolvidos na Guerra de Pontiac viviam em uma região vagamente definida da Nova França, conhecida como pays d'en haut ("o país superior"), que foi reivindicada pela França até o tratado de paz de Paris de 1763. Os nativos do pays d'en haut eram de muitas nações tribais diferentes. Estas tribos eram agrupamentos linguísticos ou étnicos de comunidades anárquicas, em vez de poderes políticos centralizados; nenhum chefe individual falou em nome de uma tribo inteira e nenhuma nação agiu em uníssono. Por exemplo, os Ottawas não foram para a guerra como uma tribo: alguns líderes de Ottawa optaram por fazê-lo, enquanto outros líderes de Ottawa denunciaram a guerra e mantiveram-se afastados do conflito. 
As tribos do pays d'en haut consistiam em três grupos básicos. O primeiro grupo era composto por tribos da região dos Grandes Lagos: Ottawas, Ojíbuas, e Potawatomis, que falavam línguas algonquianas, e Hurons, que falavam uma língua iroquesa. Há muito que eram aliados de habitantes franceses com quem viviam, negociavam e casavam. Os índios dos Grandes Lagos ficaram alarmados ao saber que estavam sob a soberania britânica após a perda francesa da América do Norte. Quando uma guarnição britânica tomou posse do Forte Detroit dos franceses em 1760, os índios locais os alertaram que "este país foi dado por Deus aos índios".  Quando o primeiro inglês chegou ao Forte Michilimackinac, o chefe ojíbua Minavavana disse-lhe: "Inglês, embora você tenha conquistado os franceses, você ainda não nos conquistou!" 
O segundo grupo era formado por tribos do leste de Illinois, que incluía Miamis, Weas, Kickapoos, Mascoutens e Piankashaws.  Tal como as tribos dos Grandes Lagos, este povo tinha uma longa história de relações estreitas com os franceses. Durante a guerra, os britânicos foram incapazes de projetar poder militar no país de Illinois, que estava no extremo oeste do conflito. As tribos de Illinois foram as últimas a chegar a um acordo com os britânicos. 
O terceiro grupo consistia em tribos do País de Ohio: Delawares (Lenapes), Shawnees, Wyandots, e Mingos. Essas pessoas migraram para o vale do Ohio no início do século para escapar do domínio britânico, francês e iroquês.  Ao contrário das tribos dos Grandes Lagos e do Illinois Country, as tribos de Ohio não tinham grande apego ao regime francês, embora tivessem lutado como aliados franceses na guerra anterior, em um esforço para afastar os britânicos.  Eles fizeram uma paz separada com os britânicos, entendendo que o exército britânico se retiraria. Mas após a partida dos franceses, os britânicos reforçaram os seus fortes em vez de os abandonar, e assim os Ohioanos entraram em guerra em 1763, numa outra tentativa de expulsar os britânicos. 
Fora do pays d'en haut, os influentes iroqueses não participaram, como grupo, da Guerra de Pontiac por causa de sua aliança com os britânicos, conhecida como Covenant Chain. No entanto, a nação iroquesa mais ocidental, a tribo Sêneca, havia ficado insatisfeita com a aliança. Já em 1761, Sênecas começou a enviar mensagens de guerra às tribos dos Grandes Lagos e do interior de Ohio, instando-as a se unirem na tentativa de expulsar os britânicos. Quando a guerra finalmente chegou em 1763, muitos Sênecas agiram rapidamente.  

### Políticas de Amherst

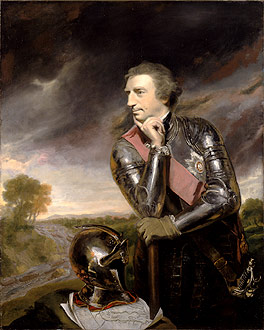
As políticas do General Jeffrey Amherst, um herói britânico da Guerra dos Sete Anos, ajudaram a provocar a Guerra de Pontiac (pintura a óleo de Joshua Reynolds, 1765).

O general Jeffrey Amherst, o comandante-chefe britânico na América do Norte, estava encarregado de administrar a política em relação aos índios americanos, que envolvia questões militares e regulação do comércio de peles. Amherst acreditava que, com a França fora de cena, os indígenas teriam de aceitar o domínio britânico. Ele também acreditava que os índios eram incapazes de oferecer qualquer resistência séria ao exército britânico. Portanto, dos 8.000 soldados sob seu comando na América do Norte, apenas cerca de 500 estavam estacionados na região onde a guerra eclodiu.  Amherst e oficiais como o major Henry Gladwin, comandante do Forte Detroit, fizeram pouco esforço para esconder seu desprezo pelos índios; os envolvidos na revolta queixavam-se frequentemente de que os britânicos não os tratavam melhor do que escravos ou cães. 
O ressentimento adicional dos índios veio da decisão de Amherst, em fevereiro de 1761, de reduzir os presentes dados aos índios. A oferta de presentes era parte integrante do relacionamento entre os franceses e as tribos do pays d'en haut. Seguindo um costume indígena que carregava um importante significado simbólico, os franceses deram presentes (como armas, facas, tabaco e roupas) aos chefes das aldeias, que os distribuíram ao seu povo. Os chefes ganharam estatura desta forma, permitindo-lhes manter a aliança com os franceses.  Os índios consideravam isso "uma parte necessária da diplomacia que envolvia a aceitação de presentes em troca de outros compartilharem suas terras".  Amherst considerou isso um suborno que não era mais necessário, especialmente porque ele estava sob pressão para cortar despesas após a guerra. Muitos indígenas consideraram esta mudança de política um insulto e uma indicação de que os britânicos os consideravam um povo conquistado e não como aliados.   
Amherst também começou a restringir a quantidade de munição e pólvora que os comerciantes poderiam vender aos índios. Embora os franceses sempre tenham disponibilizado esses suprimentos, Amherst não confiava nos indígenas, especialmente depois da "Rebelião Cherokee" de 1761, na qual os guerreiros Cherokee pegaram em armas contra seus ex-aliados britânicos. O esforço de guerra Cherokee falhou devido à escassez de pólvora; Amherst esperava que futuras revoltas pudessem ser evitadas limitando sua distribuição.   Isso criou ressentimento e dificuldades porque a pólvora e as munições ajudaram os índios a fornecer alimentos para suas famílias e peles para o comércio de peles. Muitos indígenas acreditavam que os britânicos os estavam desarmando como um prelúdio para a guerra. Sir William Johnson, o Superintendente do Departamento Indígena, alertou Amherst sobre o perigo de reduzir o consumo de presentes e pólvora, sem sucesso.  

### Terra e religião
A terra também foi um problema no início da Guerra de Pontiac. Embora os colonos franceses sempre tenham sido relativamente poucos, parecia não haver fim de colonos nas colônias britânicas. Shawnees e Delawares no país de Ohio foram deslocados por colonos britânicos no leste, e isso motivou seu envolvimento na guerra. Os índios da região dos Grandes Lagos e do país de Illinois não foram muito afetados pela colonização branca, embora estivessem cientes das experiências das tribos do leste. Dowd (2002) argumenta que a maioria dos indígenas envolvidos na Guerra de Pontiac não foram imediatamente ameaçados de deslocamento por colonos brancos e que os historiadores enfatizaram excessivamente a expansão colonial britânica como causa da guerra. Dowd acredita que a presença, a atitude e as políticas do Exército Britânico, que os indígenas consideraram ameaçadoras e insultuosas, foram fatores mais importantes. 
Também contribuiu para a eclosão da guerra um despertar religioso que varreu os assentamentos indígenas no início da década de 1760. O movimento foi alimentado pelo descontentamento com os britânicos, bem como pela escassez de alimentos e doenças epidêmicas. O indivíduo mais influente neste fenômeno foi Neolin, conhecido como o "Profeta de Delaware", que apelou aos índios para evitarem os produtos comerciais, o álcool e as armas dos colonos. Fundindo as doutrinas cristãs com as crenças tradicionais indígenas, Neolin disse que o Mestre da Vida estava descontente com os indígenas por adotarem os maus hábitos dos homens brancos e que os britânicos representavam uma ameaça à sua própria existência. "Se vocês toleram os ingleses entre vocês", disse Neolin, "vocês são homens mortos. A doença, a varíola e seu veneno [álcool] irão destruí-los completamente."  Foi uma mensagem poderosa para um povo cujo mundo estava a ser mudado por forças que pareciam estar fora do seu controlo. 

## Eclosão da guerra, 1763

### Planejando a guerra

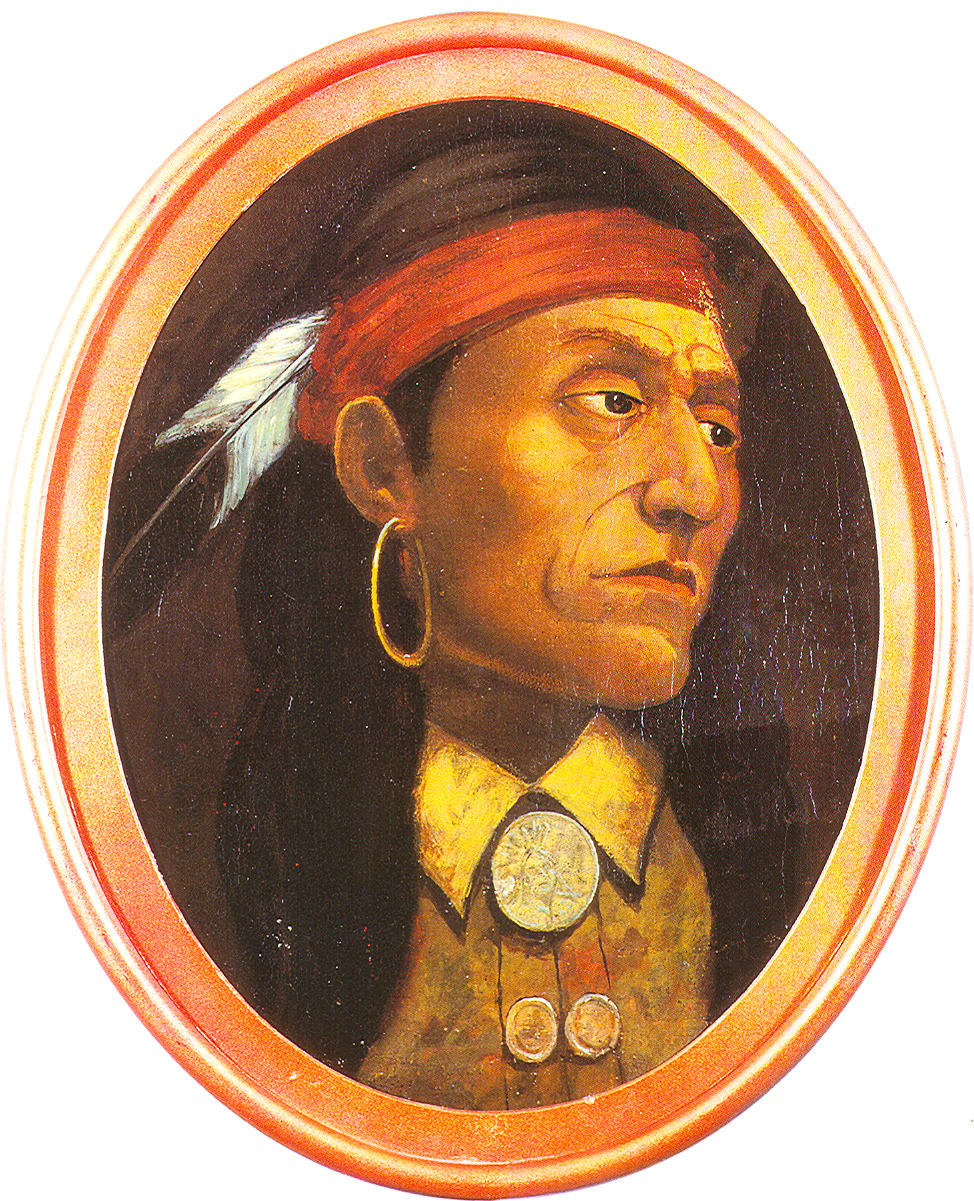
Pontiac tem sido frequentemente imaginado por artistas, como nesta pintura do século XIX de John Mix Stanley, mas não se conhece a existência de nenhum retrato real.

Embora os combates na Guerra de Pontiac tenham começado em 1763, rumores chegaram às autoridades britânicas já em 1761 de que índios americanos descontentes estavam planejando um ataque. Sênecas do país de Ohio (Mingos) circularam mensagens ("cintos de guerra" feitos de wampum) convocando as tribos a formarem uma confederação e expulsarem os britânicos. Os Mingos, liderados por Guyasuta e Tahaiadoris, estavam preocupados em serem cercados por fortes britânicos.    Cinturões de guerra semelhantes originaram-se de Detroit e do país de Illinois.  Os índios não estavam unificados e, em junho de 1761, os nativos de Detroit informaram o comandante britânico sobre a conspiração de Sêneca.   William Johnson realizou um grande conselho com as tribos em Detroit em setembro de 1761, que proporcionou uma paz tênue, mas os cinturões de guerra continuaram a circular.   A violência finalmente eclodiu depois que os indígenas souberam, no início de 1763, da iminente cessão francesa do pays d'en haut aos britânicos. 
A guerra começou em Fort Detroit sob a liderança de Pontiac e rapidamente se espalhou por toda a região. Oito fortes britânicos foram tomados; outros, incluindo Fort Detroit e Fort Pitt, foram sitiados sem sucesso. The Conspiracy of Pontiac, de Francis Parkman, retratou esses ataques como uma operação coordenada planejada por Pontiac.   A interpretação de Parkman permanece bem conhecida, mas historiadores posteriores argumentaram que não há evidências claras de que os ataques tenham feito parte de um plano mestre ou de uma “conspiração” geral.  [a] Em vez de ser planejado com antecedência, os estudiosos modernos acreditam que o levante se espalhou à medida que a notícia das ações de Pontiac em Detroit viajava por todo o pays d'en haut, inspirando indígenas descontentes a se juntarem à revolta. Os ataques aos fortes britânicos não foram simultâneos: a maioria dos índios de Ohio só entrou na guerra quase um mês depois que Pontiac iniciou o cerco a Detroit. 
Os primeiros historiadores acreditavam que os colonos franceses haviam instigado secretamente a guerra, incitando os indígenas a criar problemas para os britânicos.   Esta crença foi defendida pelas autoridades britânicas da época, mas os historiadores subsequentes não encontraram nenhuma evidência do envolvimento oficial francês na revolta.  [b] Segundo Dowd (2002), “os índios buscaram a intervenção francesa e não o contrário”.  Os líderes indígenas falavam frequentemente do retorno iminente do poder francês e do renascimento da aliança franco-indígena; Pontiac até hasteou uma bandeira francesa em sua aldeia.  Os líderes indígenas aparentemente esperavam inspirar os franceses a voltarem à luta contra os britânicos. Embora alguns colonos e comerciantes franceses apoiassem a revolta, a guerra foi lançada pelos índios americanos para os seus próprios objectivos. 
Middleton (2007) argumenta que a visão, coragem, persistência e habilidades organizacionais de Pontiac permitiram-lhe ativar uma coalizão sem precedentes de nações indígenas preparadas para lutar contra os britânicos. Tahaiadoris e Guyasuta originaram a ideia de obter a independência para todos os índios a oeste das montanhas Allegheny, embora Pontiac parecesse abraçar a ideia em fevereiro de 1763. Numa reunião de emergência do conselho, ele esclareceu o seu apoio militar ao amplo plano de Sêneca e trabalhou para galvanizar outras tribos para a operação militar que ajudou a liderar, em contradição direta com a liderança tradicional indígena e a estrutura tribal. Ele conseguiu essa coordenação através da distribuição de cinturões de guerra, primeiro para o norte de Ojibwa e Ottawa perto de Michilimackinac, e depois para Mingo (Seneca) no alto rio Allegheny, Ohio Delaware perto de Fort Pitt, e mais a oeste de Miami, Kickapoo, Povos Piankashaw e Wea. 

### Cerco ao Forte Detroit

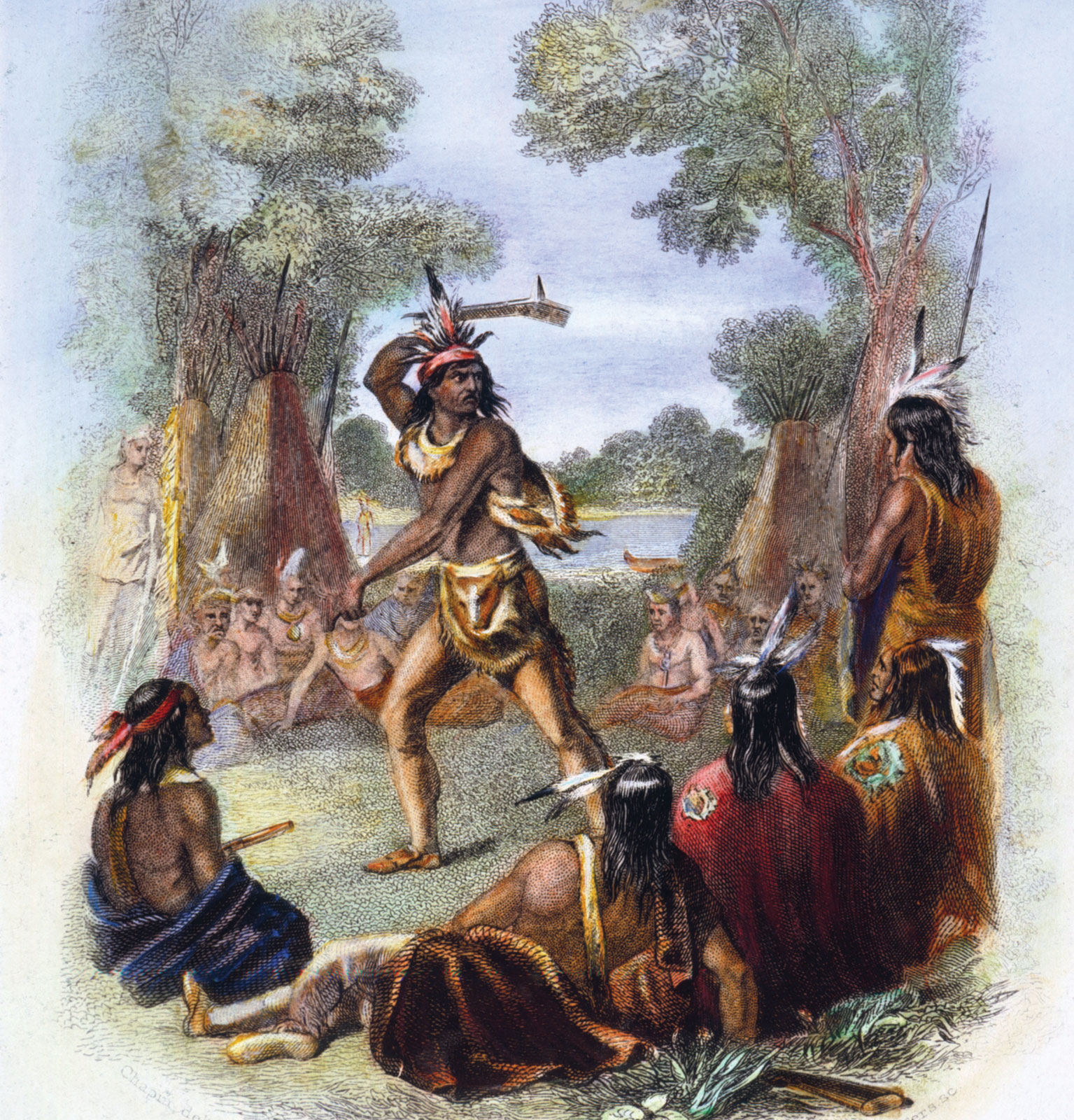
Pontiac pega o machado de guerra

Pontiac falou em um conselho às margens do rio Ecorse em 27 de abril de 1763, cerca de 10 milhas (15km) a sudoeste de Detroit. Usando os ensinamentos de Neolin para inspirar seus ouvintes, Pontiac convenceu vários Ottawas, Ojibwas, Potawatomis e Hurons a se juntarem a ele na tentativa de tomar o Forte Detroit.  Em 1º de maio, ele visitou o forte com 50 Ottawas para avaliar a força da guarnição.   Segundo um cronista francês, num segundo conselho Pontiac proclamou:
É importante para nós, meus irmãos, que exterminemos de nossas terras esta nação que busca apenas nos destruir. Vocês veem tão bem quanto eu que não podemos mais suprir nossas necessidades, como fizemos com nossos irmãos, os franceses... Portanto, meus irmãos, todos devemos jurar sua destruição e não esperar mais. Nada nos impede; eles são poucos e podemos fazer isso.
Em 7 de maio, Pontiac entrou no Forte Detroit com cerca de 300 homens carregando armas escondidas, na esperança de tomar a fortaleza de surpresa. Os britânicos souberam de seu plano, porém, e estavam armados e prontos.  [c] Sua estratégia fracassou, Pontiac retirou-se após um breve conselho e, dois dias depois, sitiou o forte. Ele e seus aliados mataram soldados britânicos e colonos que encontraram fora do forte, incluindo mulheres e crianças.  Eles canibalizaram ritualmente um dos soldados, como era costume em algumas culturas indígenas dos Grandes Lagos.  Eles dirigiram a sua violência contra os britânicos e geralmente deixaram os colonos franceses em paz. Eventualmente, mais de 900 guerreiros de meia dúzia de tribos juntaram-se ao cerco. 
Depois de receber reforços, os britânicos tentaram fazer um ataque surpresa ao acampamento de Pontiac. Pontiac estava pronto e os derrotou na Batalha de Bloody Run em 31 de julho de 1763. A situação permaneceu um impasse em Fort Detroit, e a influência de Pontiac entre seus seguidores começou a diminuir. Grupos de índios começaram a abandonar o cerco, alguns deles fazendo as pazes com os britânicos antes de partirem. Pontiac levantou o cerco em 31 de outubro de 1763, convencido de que os franceses não viriam em seu auxílio em Detroit, e mudou-se para o rio Maumee, onde continuou seus esforços para reunir resistência contra os britânicos. 

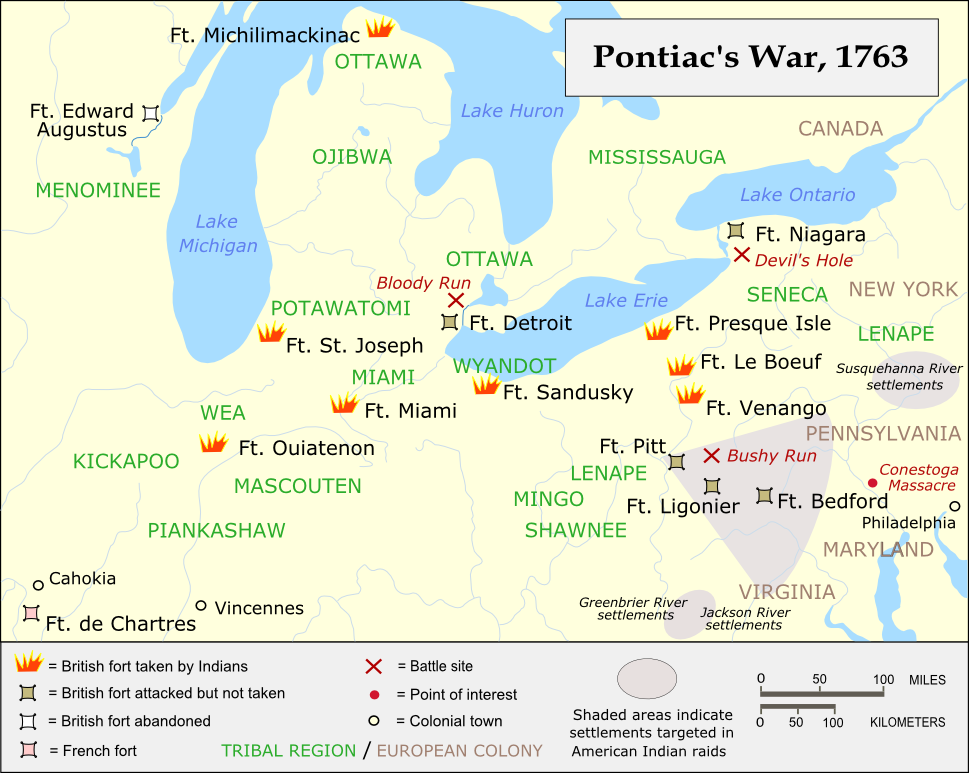
Fortes e batalhas da Guerra de Pontiac

### Pequenos fortes tomados
Em 1763, antes que outros postos avançados britânicos soubessem do cerco de Pontiac em Detroit, os indígenas capturaram cinco pequenos fortes em ataques entre 16 de maio e 2 de junho.  Ataques adicionais ocorreram até 19 de junho.
| Forte                | Local                                                                 | Data do Saque | Detalhes |
| -------------------- | --------------------------------------------------------------------- | ------------- | --- |
| Fort Sandusky        | Margem do Lago Erie                                                   | 16 de maio    | Uma pequena fortificação foi a primeira a ser tomada. Foi construído em 1761 por ordem do General Amherst, apesar das objeções dos Wyandots locais, que avisaram o comandante que iriam incendiá-lo. Em 16 de maio de 1763, um grupo de Wyandots conseguiu entrar sob o pretexto de realizar um conselho, o mesmo estratagema que havia falhado em Detroit nove dias antes. Eles capturaram o comandante e mataram 15 soldados e vários comerciantes britânicos, entre os primeiros dos cerca de 100 comerciantes que foram mortos nos primeiros estágios da guerra. Eles escalpelaram ritualmente os mortos e incendiaram o forte, como os Wyandots haviam ameaçado um ano antes.. |
| Fort St. Joseph      | Presente Niles, Michigan                                              | 25 de maio    | Potawatomis capturou o forte usando o mesmo método de Sandusky. Eles capturaram o comandante e mataram a maior parte da guarnição de quinze homens.. |
| Fort Miami           | Atual Fort Wayne, Indiana                                             | 27 de maio    | O comandante do forte, alferes Holmes, foi atraído por sua amante Miami e morto a tiros por Miamis. Sua cabeça foi decepada, levada para o forte e jogada na cama do cabo. A guarnição de nove homens se rendeu depois que o forte foi cercado. |
| Fort Ouiatenon       | Aproximadamente 5 milhas (8,0 km) a oeste da atual Lafayette, Indiana | 1 de junho    | No país de Illinois, Weas, Kickapoos e Mascoutens tomaram o forte em 1º de junho de 1763. Eles atraíram soldados para um conselho e, em seguida, levaram a guarnição de 20 homens cativa sem derramamento de sangue. Esses índios mantinham boas relações com a guarnição britânica, mas emissários de Pontiac os convenceram a atacar. Os guerreiros pediram desculpas ao comandante pela tomada do forte, dizendo que "foram obrigados a fazê-lo pelas outras nações". Ao contrário de outros fortes, os índios não mataram os seus cativos em Ouiatenon. |
| Fort Michilimackinac | Atual Mackinaw City, Michigan                                         | 4 de junho    | Quinto forte a cair, foi o maior forte apanhado de surpresa. Em 4 de junho de 1763, Ojibwas organizou um jogo de stickball com os visitantes Sauks. Os soldados assistiram ao jogo, como já haviam feito em ocasiões anteriores. Os índios acertaram a bola pelo portão aberto do forte, depois entraram correndo e apreenderam armas que as mulheres índias haviam contrabandeado para dentro do forte. Eles mataram cerca de 15 dos 35 homens da guarnição na luta; mais tarde, eles torturaram mais cinco até a morte. |
| Fort Venango         | Atualmente perto de Franklin, Pensilvânia                             | 16 de junho   | Três fortes no país de Ohio foram tomados em uma segunda onda de ataques em meados de junho. Sênecas tomou este forte por volta de 16 de junho de 1763. Eles mataram toda a guarnição de 12 homens, mantendo o comandante vivo para anotar as queixas de Sêneca, e então o queimaram na fogueira. |
| Fort Le Boeuf        | Atual Waterford, Pensilvânia                                          | 18 de junho   | Possivelmente os mesmos Sênecas que atacaram o Forte Venango, mas a maior parte da guarnição de 12 homens escapou para o Fort Pitt. |
| Fort Presque Isle    | Atual Erie, Pensilvânia                                               | 19 de junho   | O oitavo e último forte a cair, foi cercado por cerca de 250 Ottawas, Ojibwas, Wyandots e Senecas em 19 de junho. Depois de resistir por dois dias, a guarnição de 30 a 60 homens se rendeu com a condição de que pudessem retornar ao Fort Pitt. Os nativos concordaram, mas depois levaram os soldados cativos, matando muitos. |

### Cerco ao Forte Pitt
Os colonos do oeste da Pensilvânia fugiram para a segurança de Fort Pitt após a eclosão da guerra. Quase 550 pessoas lotaram o interior, incluindo mais de 200 mulheres e crianças.   Simeon Ecuyer, o oficial em comando britânico nascido na Suíça, escreveu que "Estamos tão lotados no forte que temo doenças... a varíola está entre nós."  Delawares e outros atacaram o forte em 22 de junho de 1763 e o mantiveram sob cerco durante todo o mês de julho. Enquanto isso, os grupos de guerra de Delaware e Shawnee invadiram a Pensilvânia, fazendo prisioneiros e matando um número desconhecido de colonos. Os índios dispararam esporadicamente contra Fort Bedford e Fort Ligonier, redutos menores que ligavam Fort Pitt ao leste, mas nunca os tomaram.  
Antes da guerra, Amherst tinha rejeitado a possibilidade de os indígenas oferecerem qualquer resistência efectiva ao domínio britânico, mas nesse Verão descobriu que a situação militar se tornava cada vez mais sombria. Ele escreveu ao comandante do Forte Detroit que os índios inimigos capturados deveriam "ser imediatamente condenados à morte, sendo sua extirpação a única garantia para nossa segurança futura".  Ao coronel Henry Bouquet, que estava se preparando para liderar uma expedição para socorrer o Forte Pitt, Amherst escreveu por volta de 29 de junho de 1763: "Não poderia ser planejado enviar a varíola entre as tribos indígenas insatisfeitas? Devemos continuar nesta ocasião, usaremos todos os estratagemas ao nosso alcance para reduzi-los."   Bouquet respondeu que tentaria espalhar a varíola entre os índios, dando-lhes cobertores que haviam sido expostos à doença.  [d] Amherst respondeu a Bouquet em 16 de julho, endossando o plano.    [e]
Acontece que os oficiais de Fort Pitt já haviam tentado o que Amherst e Bouquet estavam discutindo, aparentemente sem terem sido ordenados por Amherst ou Bouquet.   [f] Durante uma negociação em Fort Pitt em 24 de junho, o capitão Ecuyer deu aos representantes dos Delawares sitiantes dois cobertores e um lenço que havia sido exposto à varíola, na esperança de espalhar a doença para os índios e acabar com o cerco.   William Trent, o comandante da milícia do forte, escreveu em seu diário que "demos a eles dois cobertores e um lenço do Hospital de Varíola. Espero que tenha o efeito desejado".   Trent apresentou uma fatura ao Exército Britânico, escrevendo que os itens haviam sido "tirados de pessoas no Hospital para transmitir a varíola aos índios".   A despesa foi aprovada por Ecuyer e, em última análise, pelo General Thomas Gage, sucessor de Amherst.  
A historiadora e folclorista Adrienne Mayor (1995) escreveu que o incidente do cobertor de varíola "assumiu conotações lendárias à medida que crentes e não crentes continuam a discutir sobre os fatos e sua interpretação".  Peckham (1947), Jennings (1988) e Nester (2000) concluíram que a tentativa de infectar deliberadamente os índios com varíola foi bem-sucedida, resultando em inúmeras mortes que dificultaram o esforço de guerra indígena.    Fenn (2000) argumentou que "evidências circunstanciais" sugerem que a tentativa foi bem-sucedida. 
Outros estudiosos expressaram dúvidas sobre se a tentativa foi eficaz. McConnell (1992) argumentou que o surto de varíola entre os índios precedeu o incidente geral, com efeito limitado, uma vez que os indígenas estavam familiarizados com a doença e eram hábeis em isolar os infectados.  Ranlet (2000) escreveu que historiadores anteriores haviam esquecido que os chefes de Delaware que manuseavam os cobertores estavam com boa saúde um mês depois; ele acreditava que a tentativa de infectar os índios havia sido um "fracasso total".  [g] Dixon (2005) argumentou que se o esquema tivesse sido bem-sucedido, os índios teriam rompido o cerco ao Forte Pitt, mas o mantiveram por semanas após receberem os cobertores.  Escritores médicos expressaram reservas sobre a eficácia da propagação da varíola através de cobertores e a dificuldade de determinar se o surto foi intencional ou ocorreu naturalmente.   [h]

## Paxton Boys

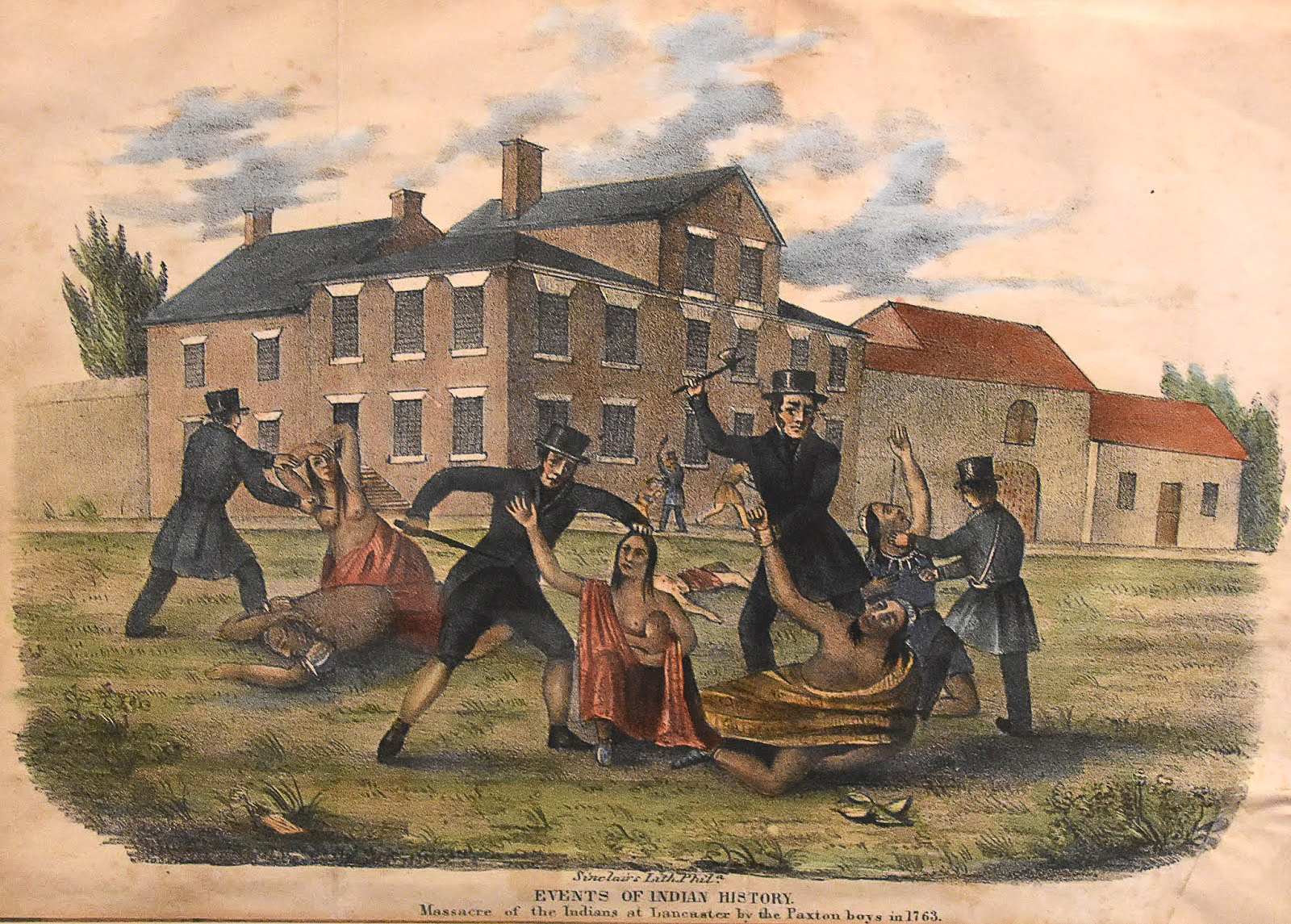
Massacre dos índios em Lancaster pelos Paxton Boys em 1763, uma litografia historicamente imprecisa publicada em Events in Indian History, de John Wimer, em 1841

A violência e o terror da Guerra de Pontiac convenceram muitos habitantes da Pensilvânia de que o seu governo não estava a fazer o suficiente para os proteger. Este descontentamento foi manifestado mais seriamente em uma revolta liderada por um grupo de vigilantes conhecido como Paxton Boys, assim chamados porque eram principalmente da área ao redor da vila de Paxton (ou Paxtang), na Pensilvânia. Os Paxton Boys voltaram sua raiva para os Susquehannock e os Moravian Lenape e Mohican, que viviam pacificamente em pequenos enclaves perto de assentamentos brancos da Pensilvânia. Impulsionado por rumores de que um grupo de ataque havia sido visto na vila de Susquehannock, na cidade de Conestoga, um grupo de 50 ou mais Paxton Boys cavalgou até lá em 14 de dezembro de 1763 e assassinou os seis indivíduos que encontraram lá. As autoridades da Pensilvânia colocaram os 14 Susquehannock restantes sob custódia protetora em Lancaster, mas os Paxton Boys invadiram o asilo em 27 de dezembro e os mataram. O governador John Penn concedeu recompensas aos líderes, mas nenhum dos Paxton Boys foi preso. 
Os Paxton Boys então se voltaram para o Morávio Lenape e o Moicano, que foram trazidos para a Filadélfia para proteção. Várias centenas de Paxton Boys e seus seguidores marcharam sobre a Filadélfia em fevereiro de 1764, mas a presença de tropas britânicas e associados da Filadélfia os dissuadiu de cometer mais violência. Benjamin Franklin, que ajudou a organizar a defesa, negociou com os líderes de Paxton e pôs fim à crise. Posteriormente, Franklin publicou uma acusação contundente aos Paxton Boys. “Se um índio me machuca”, perguntou ele, “será que posso vingar esse ferimento em todos os índios?” 

## Resposta britânica, 1764-1766
Os ataques indígenas aos assentamentos fronteiriços aumentaram na primavera e no verão de 1764. A colônia mais atingida foi a Virgínia, onde mais de 100 colonos foram mortos.  Em 26 de maio, em Maryland, 15 colonos que trabalhavam em um campo perto de Fort Cumberland foram mortos. Em 14 de junho, cerca de 13 colonos perto de Fort Loudoun, na Pensilvânia, foram mortos e suas casas queimadas. O ataque mais notório ocorreu em 26 de julho, quando quatro guerreiros de Delaware mataram e escalpelaram um professor e dez crianças no que hoje é o condado de Franklin, na Pensilvânia. Incidentes como estes levaram a Assembleia da Pensilvânia, com a aprovação do Governador Penn, a reintroduzir as recompensas de couro cabeludo oferecidas durante a Guerra Franco-Indígena, que pagavam dinheiro por cada índio inimigo morto com mais de dez anos de idade, incluindo mulheres.  
O General Amherst, considerado responsável pela revolta pela Junta Comercial, foi chamado de volta a Londres em agosto de 1763 e substituído pelo Major General Thomas Gage . Em 1764, Gage enviou duas expedições ao oeste para esmagar a rebelião, resgatar prisioneiros britânicos e prender os índios responsáveis pela guerra. Segundo o historiador Fred Anderson, a campanha de Gage, idealizada por Amherst, prolongou a guerra por mais de um ano porque se concentrou em punir os índios em vez de acabar com a guerra. O único desvio significativo de Gage em relação ao plano de Amherst foi permitir que William Johnson conduzisse um tratado de paz em Niágara, dando aos indígenas a oportunidade de "enterrar a machadinha". 

### Tratado do Forte Niágara
De julho a agosto de 1764, Johnson conduziu um tratado em Forte Niágara com a presença de cerca de 2.000 índios, principalmente iroqueses. Embora a maioria dos iroqueses tenha ficado fora da guerra, Sênecas do vale do rio Genesee pegaram em armas contra os britânicos e Johnson trabalhou para trazê-los de volta à aliança Covenant Chain. Como retribuição pela emboscada em Devil's Hole, os Sênecas foram obrigados a ceder o transporte estrategicamente importante do Niágara aos britânicos. Johnson até convenceu os iroqueses a enviar um grupo de guerra contra os índios de Ohio. Esta expedição iroquesa capturou vários Delawares e destruiu cidades abandonadas de Delaware e Shawnee no Vale Susquehanna, mas fora isso os iroqueses não contribuíram para o esforço de guerra tanto quanto Johnson desejava.   

### Duas expedições

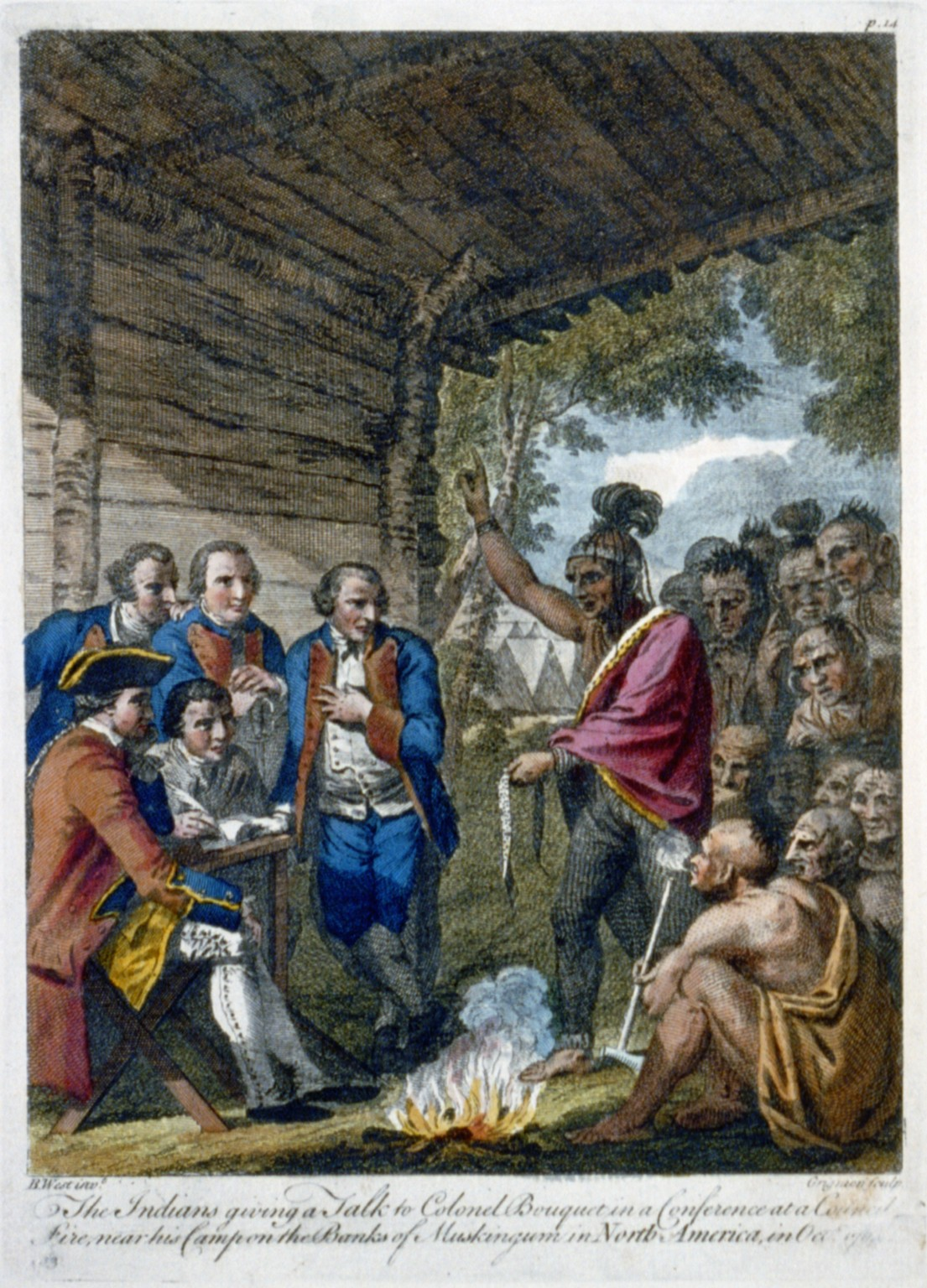
As negociações de Bouquet são retratadas nesta gravura de 1765 baseada em uma pintura de Benjamin West. O orador indígena possui um cinturão de wampum, essencial para a diplomacia nas Florestas Orientais.

Tendo assegurado a área ao redor do Forte Niágara, os britânicos lançaram duas expedições militares para o oeste. A primeira expedição, liderada pelo Coronel John Bradstreet, deveria viajar de barco através do Lago Erie e reforçar Detroit. Bradstreet deveria subjugar os índios ao redor de Detroit antes de marchar para o sul, para o interior de Ohio. A segunda expedição, comandada pelo Coronel Bouquet, deveria marchar para oeste de Fort Pitt e formar uma segunda frente no país de Ohio.
Bradstreet deixou Fort Schlosser no início de agosto de 1764 com cerca de 1.200 soldados e um grande contingente de aliados indígenas alistados por Sir William Johnson. Bradstreet sentiu que não tinha tropas suficientes para subjugar os índios inimigos pela força e, portanto, quando fortes ventos no Lago Erie o forçaram a parar em Fort Presque Isle em 12 de agosto, ele decidiu negociar um tratado com uma delegação de índios de Ohio liderada por Guiasuta. Bradstreet excedeu sua autoridade ao conduzir um tratado de paz em vez de uma simples trégua e ao concordar em deter a expedição de Bouquet, que ainda não havia deixado Fort Pitt. Gage, Johnson e Bouquet ficaram indignados quando souberam o que Bradstreet havia feito. Gage rejeitou o tratado, acreditando que Bradstreet havia sido enganado e abandonou sua ofensiva no país de Ohio. Gage pode ter estado certo: os índios de Ohio não devolveram os prisioneiros como prometido numa segunda reunião com Bradstreet em Setembro, e alguns Shawnees estavam a tentar recrutar ajuda francesa para continuar a guerra.    
Bradstreet continuou em direção ao oeste, sem saber que sua diplomacia não autorizada estava irritando seus superiores. Ele chegou a Fort Detroit em 26 de agosto, onde negociou outro tratado. Na tentativa de desacreditar Pontiac, que não estava presente, Bradstreet cortou um cinto da paz que Pontiac havia enviado para a reunião. De acordo com o historiador Richard White, "tal ato, aproximadamente equivalente a um embaixador europeu urinar sobre um tratado proposto, chocou e ofendeu os índios reunidos". Bradstreet também afirmou que os indígenas aceitaram a soberania britânica como resultado de suas negociações, mas Johnson acreditava que isso não havia sido totalmente explicado aos indígenas e que seriam necessários mais conselhos. Bradstreet reforçou e reocupou com sucesso os fortes britânicos na região, mas a sua diplomacia revelou-se controversa e inconclusiva.   
O coronel Bouquet, atrasado na Pensilvânia enquanto reunia a milícia, finalmente partiu de Fort Pitt em 3 de outubro de 1764, com 1.150 homens. Ele marchou até o rio Muskingum, na região de Ohio, a uma curta distância de várias aldeias indígenas. Os tratados foram negociados em Fort Niagara e Fort Detroit, de modo que os índios de Ohio estavam isolados e, com algumas exceções, prontos para fazer a paz. Em um conselho iniciado em 17 de outubro, Bouquet exigiu que os índios de Ohio devolvessem todos os cativos, incluindo aqueles que ainda não haviam retornado da guerra francesa e indígena. Guyasuta e outros líderes entregaram com relutância mais de 200 cativos, muitos dos quais tinham sido adoptados por famílias indígenas. Nem todos os cativos estavam presentes, então os índios foram obrigados a entregar os reféns como garantia de que os demais cativos seriam devolvidos. Os índios de Ohio concordaram em participar de uma conferência de paz mais formal com William Johnson, que foi finalizada em julho de 1765.   

### Tratado com Pontiac
Embora o conflito militar tenha terminado essencialmente com as expedições de 1764,  os indígenas ainda clamavam pela resistência no país de Illinois, onde as tropas britânicas ainda não haviam tomado posse do Forte de Chartres dos franceses. Um chefe de guerra Shawnee chamado Charlot Kaské emergiu como o líder anti-britânico mais estridente da região, ultrapassando temporariamente Pontiac em influência. Kaské viajou para o sul até Nova Orleans em um esforço para conseguir ajuda francesa contra os britânicos.   
Em 1765, os britânicos decidiram que a ocupação do país de Illinois só poderia ser realizada por meios diplomáticos. Como Gage comentou com um de seus oficiais, ele estava determinado a não ter “nenhum inimigo nosso” entre os povos indígenas, e isso incluía Pontiac, a quem ele então enviou um cinto wampum sugerindo negociações de paz. Pontiac tornou-se menos militante depois de ouvir sobre a trégua de Bouquet com os índios do interior de Ohio.   O vice de Johnson, George Croghan, viajou para Illinois no verão de 1765 e, embora tenha sido ferido no caminho em um ataque de Kickapoos e Mascoutens, conseguiu encontrar-se e negociar com Pontiac. Embora Charlot Kaské quisesse queimar Croghan na fogueira,  Pontiac pediu moderação e concordou em viajar para Nova York, onde fez um tratado formal com William Johnson em Fort Ontario em 25 de julho de 1766. Não foi uma rendição: nenhuma terra foi cedida, nenhum prisioneiro foi devolvido e nenhum refém foi feito.  Em vez de aceitar a soberania britânica, Kaské deixou o território britânico cruzando o rio Mississippi com outros refugiados franceses e nativos. 

## Consequências

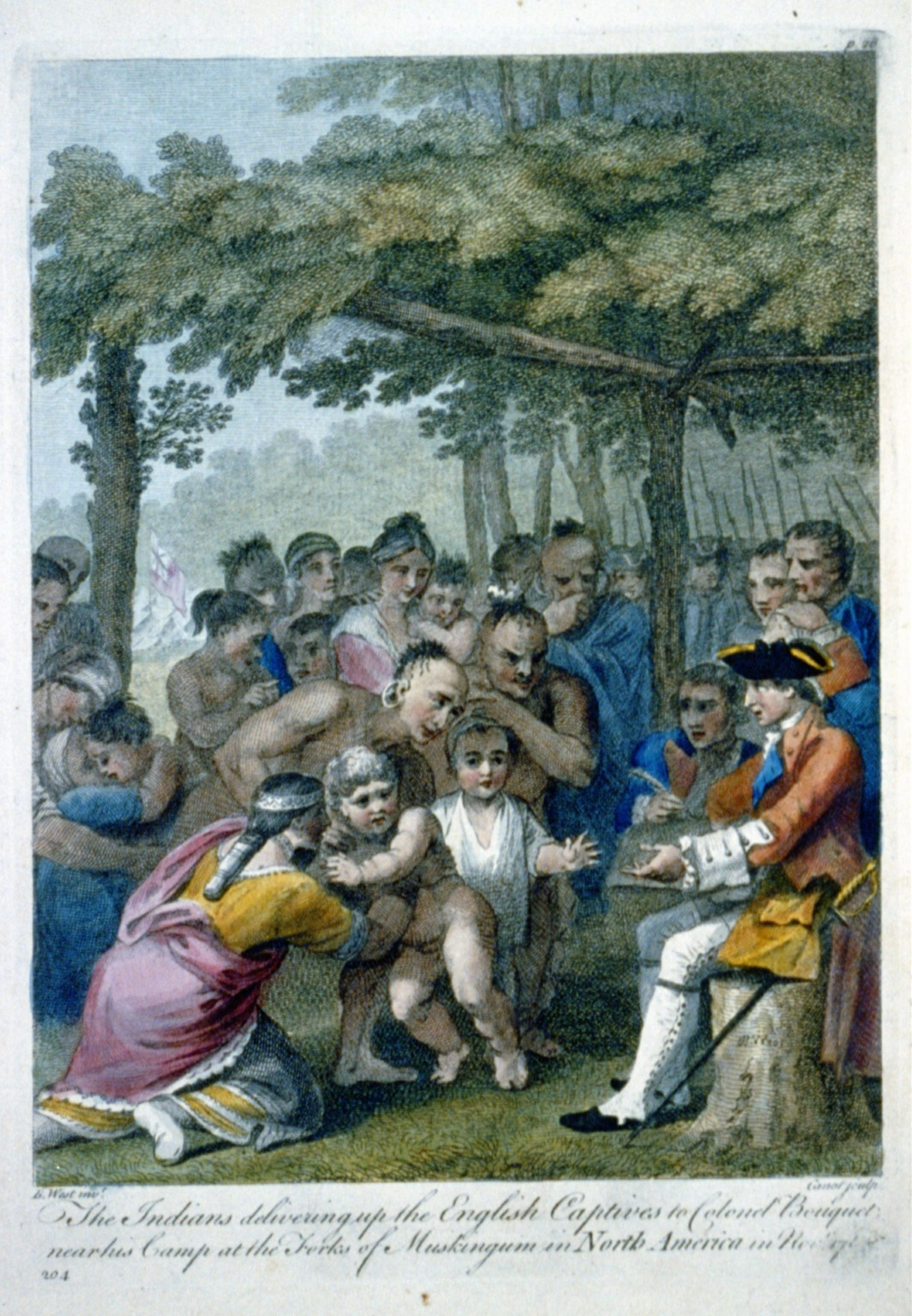
Dado que muitas crianças levadas como cativas tinham sido adoptadas por famílias nativas, o seu regresso forçado resultava muitas vezes em cenas emocionantes, como retratado nesta gravura baseada numa pintura de Benjamin West.

A perda total de vidas resultante da Guerra de Pontiac é desconhecida. Cerca de 400 soldados britânicos foram mortos em combate e talvez 50 foram capturados e torturados até a morte.   George Croghan estimou que 2.000 colonos foram mortos ou capturados,  um número às vezes repetido como 2.000 colonos mortos.   [i] [j] A violência obrigou aproximadamente 4.000 colonos da Pensilvânia e da Virgínia a fugir de suas casas.  As perdas de índios americanos não foram registradas em sua maioria, mas estima-se que pelo menos 200 guerreiros foram mortos em batalha,  com mortes adicionais se a guerra bacteriológica iniciada em Fort Pitt fosse bem-sucedida.  
A Guerra de Pontiac tem sido tradicionalmente retratada como uma derrota para os indígenas,  mas os estudiosos agora geralmente a veem como um impasse militar: embora os indígenas não tenham conseguido expulsar os britânicos, os britânicos não conseguiram conquistar os indígenas. A negociação e a acomodação, em vez do sucesso no campo de batalha, acabaram por pôr fim à guerra.    Os indígenas obtiveram uma espécie de vitória ao obrigar o governo britânico a abandonar as políticas de Amherst e a criar um relacionamento com os indígenas modelado na aliança franco-indígena.   
As relações entre os colonos britânicos e os índios americanos, que foram severamente tensas durante a guerra francesa e indígena, atingiram um novo nível durante a guerra de Pontiac.  De acordo com Dixon (2005), “A Guerra de Pontiac não teve precedentes por sua terrível violência, já que ambos os lados pareciam intoxicados pelo fanatismo genocida”.  Richter (2001) caracteriza a tentativa indígena de expulsar os britânicos e o esforço dos Paxton Boys para eliminar os indígenas do seu meio, como exemplos paralelos de limpeza étnica.  As pessoas de ambos os lados do conflito chegaram à conclusão de que os colonos e os nativos eram inerentemente diferentes e não podiam viver uns com os outros. De acordo com Richter, a guerra viu o surgimento "da nova ideia de que todos os povos nativos eram 'índios', que todos os euro-americanos eram 'brancos' e que todos de um lado deveriam se unir para destruir o outro". 
O governo britânico também chegou à conclusão de que os colonos e os índios deveriam ser mantidos separados. Em 7 de outubro de 1763, a Coroa emitiu a Proclamação Real de 1763, um esforço para reorganizar a América do Norte Britânica após o Tratado de Paris. A Proclamação, já em andamento quando a Guerra de Pontiac eclodiu, foi emitida às pressas depois que a notícia do levante chegou a Londres. As autoridades traçaram uma linha de fronteira entre as colônias britânicas e as terras dos índios americanos a oeste dos Montes Apalaches, criando uma vasta "Reserva Indígena" que se estendia dos Apalaches ao rio Mississippi e da Flórida a Quebec. Ao proibir os colonos de invadir terras indígenas, o governo britânico esperava evitar mais conflitos como a Guerra de Pontiac. “A Proclamação Real”, escreve Calloway (2006), “refletiu a noção de que a segregação, e não a interação, deveria caracterizar as relações entre índios e brancos”. 
Os efeitos da Guerra de Pontiac foram duradouros. Como a Proclamação reconheceu oficialmente que os povos indígenas tinham certos direitos sobre as terras que ocupavam, ela foi chamada de "Declaração de Direitos" dos Nativos Americanos e ainda informa a relação entre o governo canadense e as Primeiras Nações.  Para os colonos britânicos e especuladores de terras, contudo, a Proclamação parecia negar-lhes os frutos da vitória – terras ocidentais – que tinham sido conquistadas na guerra com a França. Isto criou ressentimento, minando o apego colonial ao Império e contribuindo para a vinda da Revolução Americana.  De acordo com Calloway, "a revolta de Pontiac não foi a última guerra americana pela independência - os colonos americanos lançaram um esforço bem mais bem-sucedido doze anos depois, motivado em parte pelas medidas que o governo britânico tomou para tentar evitar outra guerra como a de Pontiac." 
Para os índios americanos, a Guerra de Pontiac demonstrou as possibilidades de cooperação pan-tribal na resistência à expansão colonial anglo-americana. Embora o conflito tenha dividido tribos e aldeias,  a guerra também viu a primeira resistência multitribal extensa à colonização europeia na América do Norte,  e a primeira guerra entre europeus e índios americanos que não terminou em derrota completa para o Índios.  A Proclamação de 1763, em última análise, não impediu que os colonos britânicos e os especuladores de terras se expandissem para o oeste, e por isso os indígenas consideraram necessário formar novos movimentos de resistência. Começando com conferências organizadas por Shawnees em 1767, nas décadas seguintes líderes como Joseph Brant, Alexander McGillivray, Blue Jacket e Tecumseh tentariam forjar confederações que reviveriam os esforços de resistência da Guerra de Pontiac.  